# Jezičac (biljni rod)
Jezičac (lat. Cynoglottis), biljni rod iz porodice boražinovki. Rod je rasprostranjen po Jugoistočnoj Europi, Maloj Aziji, Siriji, Libanonu i Izraelu. 
U Hrvatskoj raste Barelierov jezičac i njegova podvrsta Cynoglottis barrelieri subsp. barrelieri, a uvezena je i na Novi Zeland i američku državu Connecticut.

## Vrste
1. Cynoglottis barrelieri (All.) Vural & Kit Tan
2. Cynoglottis chetikiana Vural & Kit Tan, ograničena je na Tursku.